# 营山 (阿拉巴马州)
营山（英語：Camp Hill），是美国阿拉巴马州下属的一座城市。面积约为8.99平方英里（23.3平方）。根据2010年美国人口普查，该市有人口1,014人，人口密度为112.79每平方英里（43.55每平方）。